# Медведев, Алексей Сидорович
Алексей Сидорович Медведев (9 октября 1927, Москва — 9 мая 2003, Москва) — советский тяжелоатлет, чемпион и рекордсмен СССР, Европы и мира, Заслуженный мастер спорта СССР, Заслуженный тренер СССР, доктор педагогических наук, профессор, судья международной категории.
Автор более 40 мировых рекордов. Знаменосец Олимпийской сборной СССР на Олимпийских играх 1956 года в Мельбурне. Почётный президент Федерации тяжёлой атлетики России, вице-президент Европейской и международной федераций тяжёлой атлетики. Почётный профессор Пекинского университета физической культуры. Академик Международной Академии Информатизации (отделение физической культуры) при Экономическом Социальном Совете ООН.

## Биография
В 14 лет начал работать на насосном заводе имени М. И. Калинина в Москве. Вскоре он стал модельщиком 7 разряда, перевыполнял задания за что награждался грамотами и заносился на Доску почёта. В 1945 году награждён медалью «За доблестный труд в Великой Отечественной войне 1941—1945 гг.».
В свободное время увлекался лёгкой атлетикой, футболом, лыжным спортом. В 1947 году начал заниматься тяжёлой атлетикой во Дворце спорта «Крылья Советов». Выступал за «Крылья Советов» и «Труд». Поначалу к его спортивным перспективам относились скептически, пока в 1948 году он не занял второе место на чемпионате Москвы, а в 1949 году — второе место на чемпионате СССР (тогда же включён в сборную).
Вначале он тренировался у Александра Павловича Базурина, который был не только его тренером, но и соперником на соревнованиях, затем стал заниматься у Романа Павловича Мороза. Новый тренер посоветовал проявлять внимание и запоминать важные детали во время проведения чемпионатов, также принципиально изменил проведение тренировок — поставил перед воспитанником задачу укрепить общефизическую подготовку, а не ограничиваться развитием только таких навыков, как резкость, скорость и подвижность. А. Медведев также стал заниматься спортивными играми, гимнастикой и атлетикой. С новым тренером изменился график тренировок, в расписание был включён бег и прыжки. Когда спортивные состязания было тяжело совмещать с учёбой, Павел Мороз настаивал на том, что учёбу оставлять нельзя.
Но его упорство и настойчивость позволили ему в 1948 году выполнить норматив мастера спорта СССР. В 1949 году стал серебряным призёром чемпионата страны и был включён в состав сборной команды СССР, в которой состоял до 1962 года. Пять раз выигрывал чемпионат СССР, в 1949 и 1951 годах становился чемпионом мира среди студентов. В 1955 и 1958 годах — чемпион Европы, 1957 и 1958 годах — чемпион мира. Первым из советских штангистов, первым в Европе и третьим в мире (вслед за американцем Полом Андерсоном и аргентинцем Умберто Сельветти) набрал в сумме троеборья 500 кг. Собственный вес не превышал 120 кг. Установил 40 мировых рекордов.
Был включён в состав Олимпийской сборной СССР 1956 года, но по тактическим соображениям тренеры не дали ему возможность выступить.
В 1957 году ему присвоено звание «Заслуженный мастер спорта СССР» и вручён орден «Знак Почёта».

В 1958 году окончил Государственный центральный ордена Ленина институт физической культуры.
В 1962 году стал тренером сборной команды СССР по тяжёлой атлетике. В 1964 году стал заслуженным тренером СССР. В 1970—1974 годах — главный тренер сборной СССР. За работу в этот период ему был вручён второй орден «Знак Почёта».
В 1968—1980 годах — член исполкома, в 1969—1980 годах — вице-президент Международной федерации тяжёлой атлетики (IWF). За эту работу был награждён международной федерацией высшим «Почётным знаком». В 1969—1975 годах параллельно исполнял обязанности первого вице-президента Европейской федерации тяжёлой атлетики (EWF) (позже был почётным президентом EWF).
Долгое время был членом президиума Федерации тяжёлой атлетики СССР: возглавлял научно-методический комитет, тренерский комитет, избирался председателем всесоюзной коллегии судей. Был главным судьёй многих чемпионатов СССР и других всесоюзных турниров. Будучи председателем научно-методического комитета проводил научно-практические конференции, семинары тренеров, результатом которых явились разработки по организации учебно-тренировочного процесса на научной основе.
В июле 1987 — октябре 1989 вновь главный тренер сборной СССР по тяжёлой атлетике. 23 октября 1989 года снят с формулировкой за «отсутствие воспитательной работы, неправильное формирование команды, грубые тактические просчёты»
В 1997—2003 годах заведовал кафедрой тяжёлой атлетики в Российском Государственном университете физической культуры, спорта и туризма и руководил научно-методическим комитетом Федерации тяжёлой атлетики России. На отделении тяжёлой атлетики занимались студенты Кубы, Китая, Польши, Болгарии, КНДР, Армении, Белоруссии, Казахстана, Молдавии. Был руководителем более 20 аспирантов, которые защитили диссертации на соискание степени кандидата педагогических наук. Также им был подготовлен один доктор педагогических наук.
Опубликовал более 400 печатных работ (из них 17 за рубежом), посвящённых развитию тяжёлой атлетики в стране и в мире, научной организации и планированию учебно-тренировочного процесса.
Как крупный специалист в тяжёлой атлетике часто приглашался в другие страны. Много раз читал лекции в Пекинском университете физической культуры, оказывал практическую помощь сборной Китая по тяжёлой атлетике. За это он получил звание почётного профессора Пекинского университета физической культуры.
Был избран почётным президентом Федерации тяжёлой атлетики России. Лауреат золотых медалей «За подготовку спортсменов международного класса» и «За лучшие научно-исследовательские работы по спорту».
Играл на многих инструментах, хорошо пел, знал много песен. Его супруга профессионально пела, сын играл на гитаре, семья часто устраивала домашние концерты.
Похоронен в Москве на Ваганьковском кладбище.

## Присвоенные звания
- Мастер спорта (1948)
- Заслуженный мастер спорта (1957)
- Заслуженный тренер СССР (1964)
- Судья международной категории
- Судья всесоюзной категории (1963)[6]
- Заслуженный работник физической культуры РФ
- Заслуженный работник высшей школы РФ (1997)
- Доктор педагогических наук (1987)
- Профессор (1988)

## Звания
- Чемпион СССР в тяжёлом весе (1953, 1954, 1956, 1957, 1958)
- Чемпион Европы в тяжёлом весе (1955, 1958)
- Чемпион мира в тяжёлом весе (1957, 1958)
- Рекордсмен СССР и мира.

## Награды
- 2 ордена Знак Почёта (27.04.1957) — «за успехи, достигнутые в деле развития массового физкультурного движения в стране, повышения мастерства советских спортсменов, и успешное выступление на международных соревнованиях»; 1974)
- Орден Дружбы народов (1989)
- Орден Дружбы (17.1.2003)
- Медаль «За доблестный труд в Великой Отечественной войне 1941—1945 гг.» (1945)
- Почётный знак «За заслуги в развитии олимпийского движения в России» (1998)

## Сочинения
Является автором около 400 научных и популярных работ, в том числе: «Разговор с молодым другом» (1961, лит. запись Л. Б. Горянова), «От 500 до 600» (1972), «Психология победы» (1981), «Система многолетней тренировки в тяжелой атлетике» (1986) и др. Соавтор учебников для вузов «Тяжелая атлетика» (1967, 1972, 1986), «Обучение технике рывка и толчка» (1986).
- Многолетнее планирование тренировки. — М., 1971.
- Программа многолетней тренировки в тяжелой атлетике. — М., 1986.

## Известные воспитанники
- Вахонин, Алексей Иванович (1935—1993) — чемпион и рекордсмен СССР, Европы и мира, олимпийский чемпион, Заслуженный мастер спорта СССР;
- Плюкфельдер, Рудольф Владимирович (1928) — неоднократный чемпион СССР, Европы и мира, Чемпион Олимпийских игр (1964), Заслуженный мастер спорта СССР, Заслуженный тренер СССР.
- Жаботинский, Леонид Иванович (1938—2016) — чемпион и рекордсмен СССР, Европы и мира, двукратный олимпийский чемпион, Заслуженный мастер спорта СССР.

## Семья
- Отец — Медведев Сидор Аверьянович (1896-?). Участвовал в первой мировой войне. Во время Великой Отечественной войны был плотником на военном заводе;
- Мать — Медведева Дарья Прокофьевна (1903-?). Во время Великой Отечественной войны работала на военном заводе в отделе технического контроля;
- Супруга — Медведева Елизавета Григорьевна (1926-?). Длительное время была секретарём многих руководителей Спорткомитета СССР. С 1992 года на пенсии;
- Сын — Медведев, Александр Алексеевич (1952). Генеральный директор Государственного космического научно-производственного центра имени М. В. Хруничева, Заслуженный конструктор Российской Федерации, лауреат премии Правительства России, доктор технических наук, профессор;
- Внуки: Михаил, Александр, Анна, Мария.
- Правнуки: Георгий.